# C'est dur d'être un homme : Les Affres de la paternité
Série C'est dur d'être un homme
C'est dur d'être un homme : La Maladie d'amour
(1974) C'est dur d'être un homme : Un parapluie pour deux
(1975)
Pour plus de détails, voir Fiche technique et Distribution.
C'est dur d'être un homme : Les Affres de la paternité (男はつらいよ 寅次郎子守唄, Otoko wa tsurai yo: Torajirō komoriuta) est un film japonais réalisé par Yōji Yamada et sorti en 1974. C'est le 14e film de la série C'est dur d'être un homme.

## Fiche technique
- Titre : C'est dur d'être un homme : Les Affres de la paternité[1]
- Titre original : 男はつらいよ 寅次郎子守唄 (Otoko wa tsurai yo: Torajirō komoriuta?)
- Réalisation : Yōji Yamada
- Scénario : Yōji Yamada et Yoshitaka Asama
- Photographie : Tetsuo Takaha (ja)
- Montage : Iwao Ishii (ja)
- Musique : Naozumi Yamamoto
- Décors : Kiminobu Satō
- Producteur : Kiyoshi Shimazu
- Société de production : Shōchiku
- Pays de production :  Japon
- Langue originale : japonais
- Format : couleur — 2,35:1 — 35 mm — son mono
- Genres : comédie dramatique ; romance
- Durée : 104 minutes[2] (métrage : huit bobines - 2 846 m[2])
- Dates de sortie :
  - Japon : 28 décembre 1974[2]

## Distribution
- Kiyoshi Atsumi : Torajirō Kuruma / Tora-san
- Chieko Baishō : Sakura Suwa, sa demi-sœur
- Masami Shimojō (ja) : Ryūzō Kuruma, son oncle
- Chieko Misaki (ja) : Tsune Kuruma, sa tante
- Gin Maeda (en) : Hiroshi Suwa, le mari de Sakura
- Hayato Nakamura : Mitsuo Suwa, le fils de Sakura et de Hiroshi
- Yukiyo Toake : Kyōko, l'infirmière
- Tsunehiko Kamijō (ja) : ouvrier et chef de la chorale
- Masumi Harukawa (ja) : la stripteaseuse
- Happō Tsukitei (ja) : le père qui abandonne son enfant
- Hisao Dazai (ja) : Umetarō Katsura, le voisin imprimeur
- Gajirō Satō (ja) : Genko
- Chishū Ryū : Gozen-sama, le grand prêtre